# Lecropt Church

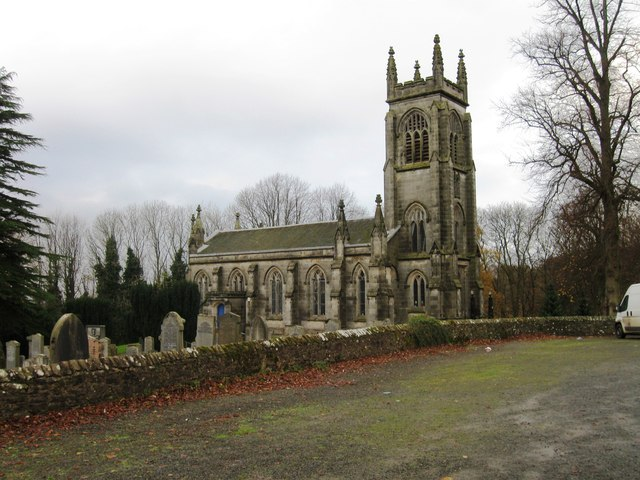
Lecropt Church

Die Lecropt Church, auch Lecropt Kirk, ist ein Kirchengebäude der presbyterianischen Church of Scotland nahe der schottischen Ortschaft Bridge of Allan in der Council Area Stirling. 1971 wurde das Bauwerk in die schottischen Denkmallisten in der höchsten Denkmalkategorie A aufgenommen. Die Kirche ist heute noch als solche in Verwendung.

## Beschreibung
Das Kirchengebäude wurde im Jahre 1826 erbaut. Für den Entwurf zeichnet der schottische Architekt William Stirling verantwortlich. Möglicherweise war auch David Hamilton beteiligt.
Die Lecropt Church steht isoliert zwischen der M9 und der A9 mehrere hundert Meter westlich von Bridge of Allan. Das Kirchengebäude ist im neogotischen Perpendicular Style ausgestaltet. An der Nordostseite ist ein wuchtiger Glockenturm mit Pinakeln vorgelagert. Ursprünglich betraten Mitglieder das Clans Stirling das Gebäude durch das Portal am Fuße des Turms, während die Gemeinde ein Portal an der Seitenfassade nutzte. Insbesondere der Innenraum mit stuckverzierten Kreuzrippengewölben und Kreuzgewölben ist von Interesse. An der Turmseite befindet sich eine Galerie der Familie Keir. Die Gruft der Stirlings ist über einen Abgang am Chor zugänglich.